# Kings Hill
Kings Hill – wieś w Anglii, w hrabstwie Kent, w dystrykcie Tonbridge and Malling. Leży 9 km na zachód od miasta Maidstone i 45 km na południowy wschód od centrum Londynu. W 2001 miejscowość liczyła 2638 mieszkańców.